# Sanewashing
Sanewashing bezeichnet die Verharmlosung der vermeintlich radikalen Aspekte einer Person oder Idee, um sie einem breiteren Publikum zugänglicher/verführerischer zu machen. Der Begriff entstand ursprünglich in Online-Diskussionen über die Streichung von Polizeimitteln im Jahr 2020 (Defund the police), erlangte aber zunehmende Bedeutung in der Kritik an der Medienpraxis im Zusammenhang mit Donald Trump bei den US-Präsidentschaftswahlen 2024. Journalistenorganisationen und Medienkommentatoren haben Maßnahmen vorgeschlagen, die sowohl Lesern als auch Autoren zur Eindämmung von Sanewashing helfen können.

## Geschichte
Die erste Verwendung des Begriffs „Sanewashing“ stammt aus dem Jahr 2007 in einem Blogbeitrag des Wissenschaftlers Dale Carrico. Die erste bekannte Verwendung des Begriffs in einem politischen Kontext wird einem Benutzer von r/neoliberal, einem Reddit-Forum für Neoliberale, im Jahr 2020 zugeschrieben. 2024 wurde dem Journalisten Aaron Rupar die erste Verwendung des Begriffs im spezifischen Kontext der Medienberichterstattung über Donald Trumps Präsidentschaftswahlkampf 2024 zugeschrieben.
Die Journalistenschule und Forschungsorganisation Poynter Institute definiert „Sanewashing“ als „den Akt, radikale und unerhörte Aussagen so zu verpacken, dass sie normal erscheinen“ („the act of packaging radical and outrageous statements in a way that makes them seem normal“), und schlägt vor, es sei vergleichbar mit Greenwashing oder Sportswashing. Matt Bernius schreibt bei Outside the Beltway: „Wo verläuft die Grenze zwischen Paraphrasierung und ‚Sanewashing‘?“ („Where’s the line between paraphrasing and 'sanewashing'?“) und kommt zu dem Schluss, dass es sich um „eine gefährliche Form der Voreingenommenheit“ („a dangerous form of bias“) handele.

## Präsidentschaftswahlkampf 2024 in den Vereinigten Staaten
Paul Farhi schrieb in The Atlantic dass Reporter dazu neigten, „die bizarrsten und unzusammenhängendsten Aussagen des republikanischen Kandidaten in schlüssiges Englisch zu übertragen und dabei das Verrückte auf irreführende Weise herauszuschneiden“. Kelly McBride schrieb in ihrer Diskussion darüber, ob sich das National Public Radio (NPR) des Sanewashing schuldig gemacht habe, dass die Nachrichtenorganisation dafür kritisiert worden sei, dass sie „Trumps Ideen in Nachrichtenbeiträge verpackt, als wären sie vernünftige Vorschläge“. Der Columnist Will Bunch schrieb im September 2024, dass seiner Meinung nach Sanewashing „so gut wie das Wort des Jahres 2024 von Merriam-Webster gewonnen hat“, obwohl das eigentliche Wort des Jahres „Polarisierung“ (polarization) war.
Die Associated Press veröffentlichte in einem Artikel vom 9. Oktober verschiedene Perspektiven zum Thema „Sanewashing“. Einige Medienkritiker plädierten für mehr ungefilterte Zitate und Ausschnitte von Trump, andere zweifelten an der Frage, ob sich die Medien im Vorfeld der Wahlen 2024 dieser Praxis schuldig gemacht hätten.

### Beispiele
- The Hill berichtete, dass Nate Silver dem demokratischen Vizepräsidentschaftskandidaten Tim Walz vorwarf, JD Vance zu beschönigen, indem er in der Debatte „nichts zu den verschwörungstheoretischen Behauptungen der Republikaner sagte, haitianische Einwanderer würden beispielsweise Haustiere essen“.[12] In derselben Debatte beschuldigte MSNBC JD Vance  „Sanewashing“ für Trump zu machen, indem er ihn „übersetzte“ („interpreting“).[13]
- MSNBC hält die Berichterstattung der New York Times über eine Antwort Trumps vor dem Economic Club of New York für Sanewashing: „Nachdem ein Mitglied Trump eine sehr konkrete Frage zu den steigenden Kosten der Kinderbetreuung gestellt hatte, reagierte der republikanische Präsidentschaftskandidat mit einer zweiminütigen Schimpftirade über Zölle, das Defizit und Betrug. Dennoch beschloss die New York Times, über Trumps Äußerungen zu berichten, indem sie ihren Artikel über die Veranstaltung mit der Überschrift ‚Trump fordert eine Effizienzkommission – eine Idee, die von Elon Musk vorangetrieben wird‘ versah. Die bewusste Entscheidung der Times, mit diesem Detail zu beginnen und die Inkohärenz des ehemaligen Präsidenten im Artikel nur kurz zu erwähnen, erntete scharfe Kritik von Medienexperten (pundits).“[13] The Week kritisierte Associated Press und CNN für ihre Berichterstattung über dieselbe Antwort bei der Veranstaltung und sagte, sie hätten versucht, „Vernunft aufzudrängen, wo keine ist“, mit Schlagzeilen wie „Trump deutet in einer wichtigen Wirtschaftsrede an, dass Zölle helfen können, die steigenden Kosten für die Kinderbetreuung zu lösen“.[6]
- Trump erwähnte, dass Robert F. Kennedy Jr. im Falle seiner Wahl in seiner Regierung daran arbeiten werde, „die Ursachen für den jahrzehntelangen Anstieg chronischer Gesundheitsprobleme und Kinderkrankheiten wie Autoimmunerkrankungen, Autismus, Fettleibigkeit, Unfruchtbarkeit und mehr zu untersuchen“. Die New York Times erwähnte Autismus in ihrer Berichterstattung über diesen Teil von Trumps Rede mit keinem Wort. Parker Molloy schrieb in The New Republic, die Erwähnung von Autismus im Zusammenhang mit Kennedy sollte angesichts seiner Verbreitung falscher Theorien, die Autismus und Impfungen miteinander in Verbindung bringen, ein Warnsignal sein. Durch das Verschweigen von Autismus, so Molloy, „löschte die Times eine offensichtliche Anspielung auf eine Verschwörungstheorie und machte daraus einen normal klingenden politischen Vorschlag“.[14][15]
- CNN berichtete über einen Beitrag Trumps auf Truth Social als schlichte Nachricht über seine Zustimmung zu einer Debatte mit seiner demokratischen Gegnerin Kamala Harris. David Bauder schreibt für Associated Press, dass der Beitrag in Wirklichkeit „von der ‚radikalen Linken‘ und ‚Fake News‘ schwadronierte“ („rambled on about the 'radical left' and 'fake news'’“).[11]
- Viele Fernseh- und Radiosender berichteten über eine Trump-Rede in Wisconsin mit einem Ausschnitt aus seinem Zitat: „Kein Elternteil sollte gezwungen werden, sein Kind auf eine scheiternde staatliche Schule zu schicken.“ Die Washington Post titelte stattdessen: „Trump verwechselt Wörter, schweift ab und kommt vom Thema ab.“ WBUR schrieb: „Obwohl es in der Rede vordergründig um die freie Schulwahl ging, brauchte Trump mehr als eine halbe Stunde, um dorthin zu gelangen. Er schweifte zunächst durch einen verwirrenden Gedankenstrom, der seine Überzeugung berührte, Kamala Harris sei Marxistin, und dass er aus irgendeinem Grund ihren Vater kennenlernen wolle. Er ließ eine Bemerkung fallen, dass Migranten ‚die wahren Mörder‘ seien, und behauptete, Migranten kämen ‚aus den Gefängnissen im Kongo‘. Er sprach über Elon Musk und venezolanischen Teer.“[16][17]
- Im Zusammenhang mit Migranten ohne Aufenthaltspapiere sagte Trump im Oktober 2024, er glaube, Mörder hätten „schlechte Gene“ („bad genes“), ein Konzept, das Mediaite als Bezug zur Eugenik charakterisierte.[18] Die New York Times titelte: „In Bemerkungen über Migranten berief sich Donald Trump auf seine langjährige Faszination für Gene und Genetik“ („In remarks about migrants, Donald Trump invoked his long-held fascination with genes and genetics.“) Andere Journalisten protestierten scharf. Der ehemalige Times-Journalist Andrew Revkin nannte es „Schlagzeilen-Wahnsinn“ („headline lunacy“), während der ehemalige Herausgeber des Chicago Tribune, Marc Jacob, sagte, die Times gebe Rassismus als „tiefe intellektuelle Neugier auf Genetik“ („a deep intellectual curiosity about genetics“) aus. Mehdi Hasan bemerkte: „Das Sanewashing von Trump geht weiter“ („the sanewashing of Trump continues“).[18]

### Ursachen
Michael Tomasky von The New Republic erklärte in der Radiosendung On Point, es sei wichtig zu beachten, dass Sanewashing keine Verschwörung oder Absprache zwischen Trump und den Medien sei. Vielmehr geschehe es, weil die üblichen Konventionen des Wahlkampfjournalismus Kandidaten nicht berücksichtigen, die sich nicht an „ein bestimmtes Muster und eine bestimmte Norm“ ihrer Rede halten („because the normal conventions of campaign journalism do not account for candidates that do not stick to “a certain pattern and a certain norm” of speech“). In derselben Sendung erklärte Moderatorin Meghna Chakrabarti, dass die Darstellung der verschiedenen Facetten von Trumps Rede in einem Medium mit zeitlichen und räumlichen Einschränkungen wie einer Radiosendung oder einer Zeitung eine Herausforderung sein könne.
Die New York Times hat angedeutet, dass Trumps unzusammenhängende Bemerkungen kaum Beachtung fänden, weil sie so alltäglich geworden seien. Laut Associated Press bezeichnet der Politikwissenschaftler Brian Klaas die Vorstellung, Journalisten hätten sich an Dinge gewöhnt, die Trump von anderen Politikern sagt und die sie schockieren könnten, als „Banalität des Wahnsinns“ („the banality of crazy“).

## Gegenmaßnahmen
Rob Tornoe schrieb in Editor & Publisher, dass Journalisten die „Truth Sandwich“-Technik nutzen können, um Sanewashing zu vermeiden. Kelly McBride, Autorin für das Poynter Institute, nannte verschiedene Ansätze, darunter „die Zitate stehen zu lassen“, „die Lügen und ihren Zweck aufzuzeigen“ und „den journalistischen Zweck“ eines Zitats zu identifizieren („let the quotes stand, point out the lies and also the purpose they serve, identify the journalistic purpose“).
Parker Molloy schrieb in der New Republic , dass auch Leser, nicht nur Journalisten, eine gewisse Verantwortung hätten, dem Sanewashing entgegenzuwirken. Ihrer Meinung nach sollten Leser „Primärquellen suchen“ und „Nachrichtenagenturen unterstützen, denen Genauigkeit wichtiger ist als der Zugang oder der Anschein von ‚Ausgewogenheit‘“.
Michael Tomasky von der New Republic lobte die New York Times für ihren ausführlichen Artikel vom 6. Oktober 2024, in welchem Trumps Reden seit 2015 analysiert wurden, insbesondere mit einem Schwerpunkt auf Trumps geistiger Fitness, und plädierte dafür, sich weiterhin auf diese Geschichte der geistigen Schärfe zu konzentrieren.